# 大町 (広島市)
大町（おおまち）および大町東・大町西とは、広島市安佐南区の地区である。
郵便番号は大町西が731-0125、郵便番号は大町東が731-0125。

## 概要
古の伊福鄕、後の安の庄の一部。寛永検地の後より、大町村となる。武田氏の居館が在ったところ。廣島誓立寺由緒書き中に、暦応3年、武田伊豆守時代、兵火を避けて下大町に在った金蔵寺重信館に移ったとある。上大町に麥田と呼ばれる地があり、麥田は厳島領であったと房顕記に記載がある。
大町村は、江戸期からの村名で、安芸国沼田郡（もと佐東郡）上安村に属する広島藩領。廃藩置県後1888年（明治21年）まで、広島県沼田郡大町村。1889年（明治22年）の大合併により、沼田郡大町村、上安村、中須村、高取村、相田村、長楽寺村の6村が合併し沼田郡安村となる。
太平洋戦争後の1955年（昭和30年）に安佐郡古市町と合併し安佐郡安古市町となる。1973年（昭和48年）に、広島市と合併し広島市安古市町。1980年広島市が政令指定都市に指定され広島市安佐南区大町東および大町西となる。

## 地理
武田山北東山麓にあり、北に安川が流れている。広島新交通1号線（アストラムライン）大町駅との乗換駅としJR可部線大町駅、バスターミナルが整備されたことにより、周辺にマンションが多く建っている。

### 人口
| 性別   | 調査日         | 大町東西 | 大町東 | 1丁目  | 2丁目  | 3丁目  | 4丁目  | 大町西 | 1丁目  | 2丁目  | 3丁目  |
| ------ | -------------- | -------- | ------ | ------ | ------ | ------ | ------ | ------ | ------ | ------ | ------ |
| 同性別 | 2015年10月01日 | 11649人  | 7544人 | 2895人 | 1188人 | 2804人 | 0657人 | 4105人 | 1888人 | 1261人 | 0956人 |
| 男性   | 2015年10月01日 | 05571人  | 3602人 | 1404人 | 0557人 | 1347人 | 0294人 | 1969人 | 0927人 | 0591人 | 0451人 |
| 女性   | 2015年10月01日 | 06078人  | 3942人 | 1491人 | 0631人 | 1457人 | 0363人 | 2136人 | 0961人 | 0670人 | 0505人 |
| 同性別 | 2022年11月30日 | 12709人  | 7538人 | 2871人 | 1210人 | 2839人 | 0618人 | 5171人 | 2787人 | 1285人 | 1099人 |
| 男性   | 2022年11月30日 | 06069人  | 3593人 | 1373人 | 0557人 | 1377人 | 0286人 | 2476人 | 1346人 | 0601人 | 0529人 |
| 女性   | 2022年11月30日 | 06640人  | 3945人 | 1498人 | 0653人 | 1462人 | 0332人 | 2695人 | 1441人 | 0684人 | 0570人 |

## 経済
商業に関しては大町東のほうが発達している。
店・企業
- ユアーズ
- ドラッグセガミ
- ジュンテンドー
- ユニクロ
- ザ・ビッグ安古市店
- 大町郵便局（無集配特定郵便局 局番号51551、日本郵政グループ）

## 地域

### 教育
三校の学校が存在する。
- 広島市立大町小学校（共学･公立）
- 広島市立安佐南中学校（共学･公立）
- 広島市立安佐中学校（共学･公立）

### 後援会
- 石橋林太郎後援会 - 大町東1丁目 石橋林太郎事務所[5]。

## 文化財
- 八幡神社 - 八幡神を祀る。天文中に麥田氏が創立し麥田氏の氏神とし麥田八幡と称する。後に里人の纏氏神とし麥田八幡宮と云う。
- 河内神社 - 猿田彦命を祀る。もとは河内谷にあり、後に今の場所に移る。
- 敎徳寺 - 恵慈山と號す。元和5年須超が開基。貞享5年寺號免許。

## 交通

### 鉄道
- JR可部線、広島新交通1号線（アストラムライン）
  - 大町駅 (広島県)

### バス
- 広島交通
- 広電バス
- フォーブル
- エンゼルキャブ

### 道路
- 広島県道38号広島豊平線
- (山陽自動車道)

## 住居表示

### 広島県広島市安佐南区大町東
- 1丁目（はなわゆめマート大町.フジ古市店）
人口:2895人（男：1404人.女：1491人）世帯数：1291世帯[6]

- 2丁目（大町駅.とれたて元気店）
人口：1188人（男：0557人.女：0631人）世帯数：0527世帯[6]

- 3丁目（マクドナルド大町東.ユニクロ安佐南大町店）
人口：2804人（男：1347人.女：1457人）世帯数：1282世帯[6]

- 4丁目（コメダ広島大町店）
人口：657人（男：294人.女：363人）世帯数：257世帯[6]

### 広島県広島市安佐南区大町西
- 1丁目（大阪王将-広島大町店.花みずき台西公園）
人口：1888人（男：927人.女：961人）世帯数：754世帯[6]

- 2丁目（広島市立大町小学校.広島市立安佐南中学校.アドア大町）
人口：1261人（男：591人.女：670人）世帯数：505世帯[6]

- 3丁目（ローソン広島大町西3丁目店）
人口：956人（男：451人.女：505人）世帯数：405世帯[6]

## 出身・ゆかりのある人物
- 河井克行（広島県議会議員、衆議院議員） - 住所は広島市安佐南区大町東3丁目[7]。